# Caralluma fimbriata
Caralluma fimbriata é uma planta suculenta da família Asclepiadaceae.
Tem sido utilizada tradicionalmente por muitos povos como supressora do apetite e recentemente o seu extracto começou a ser usado para o emagrecimento.
Há já tempos imemoriais que os Indianos mascam a planta para suprimir a fome em dias de caça. Esta planta é usada por classes de trabalhadores da Índia com o intuito de reduzir o apetite e aumentar a resistência. Considerada riqueza do país, o Ministro da Saúde da Índia, listou Caralluma Fimbriata como um vegetal e como um alimento para a fome. Os componentes fitoquímicos da planta são Bitter Principles, Pregnane Glycosides, Flavone Glycosides, Megastigmane Glycosides, Saponins, etc.

## Proibição no Brasil
A Anvisa proibiu em dezembro de 2010 o comércio de Caralluma. Suspendeu a importação, a fabricação e o comércio da substância. De acordo com a agência, nenhum produto com Caralluma está regularizado no país, pois não há provas de sua segurança e eficácia. A resolução foi publicada em 21 de dezembro no Diário Oficial da União. A Caralluma é vendida pela internet e em farmácias e é um dos produtos procurados para quem procura emagrecer. A agência interrompeu também a importação e a venda dos emagrecedores da marca Divine Shen que é registrado, e foi misturado a sibutramina, medicamento de uso controlado.
No entanto, nos dias atuais, a Caralluma tem sido liberada conforme a necessidade do paciente e prescrição médica de endocrinologistas em fórmulas manipuladas.